# Língua de sinais americana
A língua de sinais americana ou a língua de sinais estadunidense (em Portugal: língua gestual americana; LSA, nome original: American Sign Language, ASL) é a língua de sinais dominante, através da qual a comunidade surda nos Estados Unidos da América, nos lugares de expressão anglófona do Canadá, e algumas partes do México, se comunica.
A ASL também é usada, por vezes (normalmente em conjunto com uma línguas de sinais indígenas) nas Filipinas, Singapura, Hong-Kong, República Dominicana, Haiti, Porto Rico, Costa do Marfim, Burkina Faso, Gana, Togo, Benim, Nigéria, Chade, Gabão, República Centro-Africana, Mauritânia, Quénia, Madagáscar e Zimbabué. Assim como outras línguas de sinais, a sua gramática e sintaxe são distintas das línguas orais. Estima-se que a ASL seja usada por cerca de 500 000 a 2 milhões de surdos, só nos EUA.

## História da ASL
Nos EUA, assim como na grande parte do mundo, famílias ouvintes com filhos surdos, normalmente usam sinais familiares para uma comunicação simples, entre membros surdos e ouvintes da família. No entanto, hoje, muitas escolas já ensinam a ASL. A forma original da moderna ASL está intimamente ligada à afluência de muitos eventos e circunstâncias.
Línguas de sinais organizadas têm vindo a ser usadas na Itália desde o século XVII, em França desde o século XVIII, para instruir surdos. A Antiga Língua de Sinais Francesa foi desenvolvida em Paris, por Abbé de l'Epée, na sua escola de surdos. Estas línguas eram com base nas linguagens naturais usadas pelos surdos, na sua área de origem, com algumas adições, para mostrar aspectos gramaticais da língua oral local.

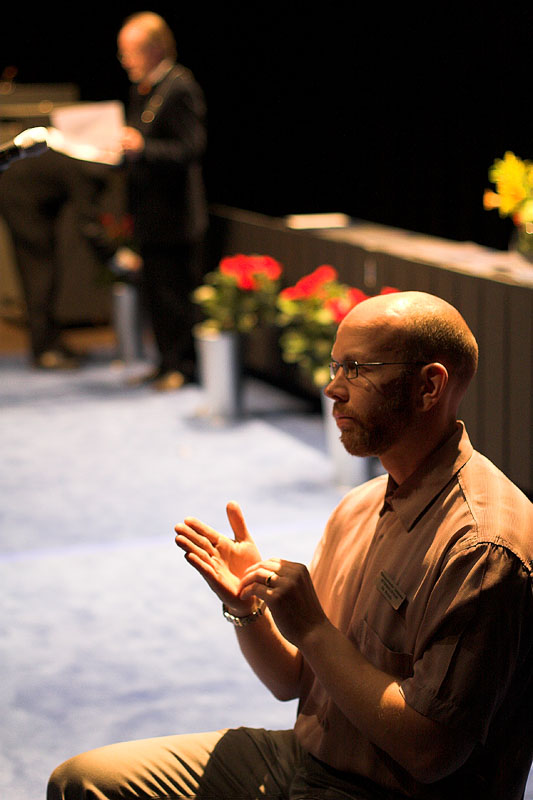
Intérprete de ASL

Desde a sua génese, na Escola Americana para Surdos, nos EUA, esta língua desenvolveu muito. Muitos dos formados nessa escola, foram leccionar noutras escolas de outros estados, difundindo a língua.
Após estar firmemente estabelecida, no país, começou a surgir discordância entre os educadores, nos finais do século XIX - uns defendiam o método oralista (que defende que o surdo deve aprender a falar, não devendo usar qualquer língua de sinais) e o métodos de sinais (que defende que a língua de sinais é a língua natural do surdo, e que é essa deve ser incentivada, como método de expressão e comunicação). William Stokoe, professor de Inglês, interessou-se pela ASL, publicando muitos artigos sobre o tema, convenceu a comunidade científica dos EUA que a ASL é uma língua natural, como qualquer outra língua.
A língua continua a evoluir e a crescer, como é comum a qualquer língua viva; é típico da ASL ir acrescentando novos sinais, numa tentativa de acompanhar a evolução da tecnologia.

### Línguas de sinais prévias

#### Francesa
Os franceses possuíam uma língua de sinais natural, muitas vezes referida como Antiga língua de sinais francesa (ALSF). A ALSF era a língua de sinais de uma vasta comunidade de pessoas surdas que vivia em Paris. Esta língua difundiu-se passando de surdo em surdo, e é considerada a mais antiga língua de sinais da Europa. O abade Charles-Michel de l'Épée foi a primeira pessoa a reconhecer que a língua de sinais poderia ser usada para educar as pessoas surdas.
Um conto popular de surdos explica que o papel abade Épée's role na origem da LSF (e posteriormente, ASL): Aquando da visita a um paroquiano, Épee conheceu as suas duas filhas surdas, que conversavam uma com a outra, usando a ALSF. A mãe explicou que as filhas estavam a ser ensinadas, em particular, por meio de significados de imagens. Épée inspirou-se nestas duas crianças surdas e, em 1771 estabeleceu a sua primeira instituição educacional para surdos.
Épee criou uma série de sinais gramaticais para representar as marcas gramaticais da língua francesa (denominas "sinais metódicos") e ensinou-os aos seus estudantes, para que estes conseguissem aprender a gramática da língua francesa. Na escola de Épée's, um grande grupo de crianças surdas vivia junto pela primeira vez, em França, e foi esta geração de falantes nativos que desenvolveu a AFSF e a tornou numa língua propriamente dita. A junção da SFSL, sinais metódicos e, possivelmente, outras influências, desenvolveram-se a criaram a LSF (ou langue des signes française).

#### Estados Unidos da América
Pouco se sabe sobre a língua de sinais nos EUA nos períodos anteriores a 1817. Nos tempos primordiais, nos EUA, uma vez que havia pouco contato entre as comunidades de surdos, uma linguagem baseada em sinais familiares era a forma de comunicação mais amplamente usada, entre surdos. No entanto, uma comunidade de surdos, em Martha’s Vineyard, nos finais do século XVII costumava usar uma língua natural de sinais. Desde 1690 até meados do século XX existia uma percentagem elevada de surdez congénita em Martha’s Vineyard causada pelo efeito fundador. Isso fez com quase toda a população local tivesse contato com a língua de sinais. Calcula-se que 1 em cada 155 pessoas da ilha era surda, comparando com uma taxa de 1 para 5700 pessoas, nos outros locais dos EUA, durante aquele período específico.

#### Índios das planícies
Existem relatos de que, em 1541, 1688, 1740, 1805, e 1828, os Índios das Planícies desenvolveram uma língua gestual para comunicar entre tribos de línguas diferentes. Acredita-se que esta língua gestual se tenha desenvolvido no baixo Rio Grande, antes dos europeus se estabelecerem nesta área, e que se espalhou para norte, tornando-se conhecida como Língua gestual dos Índios das Planícies (PISL). Não existem provas de que esta língua gestual tenha influenciado o desenvolvimento da ASL. Por volta de 1885, a PISL tinha cerca de 110,000 utilizadores, de índios de vários dialetos tribais. Esta não era uma língua exclusiva para pessoas surdas, antes era uma língua comum entre ouvintes de diferentes dialetos tribais.